# Aldona Struzik
Aldona Struzik (ur. 25 października 1964) – polska aktorka teatralna, filmowa i telewizyjna.

## Życiorys
W 1987 r. ukończyła studia aktorskie we wrocławskiej filii krakowskiej PWST. Od ukończenia studiów związana jest z wrocławskimi teatrami, najpierw w latach 1987–1991 Teatrem Współczesnym, a od 1991 z Teatrem Polskim. Oprócz występowania w teatrze, filmie i serialach telewizyjnych udziela się także jak lektorka i aktorka dubbingowa. Wyreżyserowała także dwie sztuki wystawiane w Teatrze Zdrojowym im. H. Wieniawskiego w Szczawnie-Zdroju i w Dolnośląskim Teatrze Młodego Widza we Wrocławiu. Do 2016 r. prowadziła zajęcia ze studentami aktorstwa we wrocławskiej PWST.

## Filmografia
- 1987: Ucieczka z miejsc ukochanych
- 1991: Pogranicze w ogniu jako Lisa, służąca Moniki (odc. 15, 16)
- 1995: Polizeiruf 110 jako Elżbieta
- 1997: Królowa złodziei
- 2000, 2002, 2006:  Świat według Kiepskich – różne role
- 2001: Na dobre i na złe jako Jolanta Mirecka (odc. 67)
- 2003, 2007: Fala zbrodni – różne role
- 2003: Na Wspólnej jako sołtysowa
- 2004: Pierwsza miłość jako Marta Kostecka, psycholog z Policyjnej Izby Dziecka
- 2005: Biuro kryminalne jako Alicja Rafalska, matka Martyny (odc. 7)
- 2005: Tango z aniołem jako nauczycielka
- 2008: Teraz albo nigdy! jako Andżelika, sekretarka burmistrza (odc. 10, 11)
- 2008: Droga do raju jako koleżanka Eli
- 2008: Agentki jako pielęgniarka (odc. 3)
- 2010: Licencja na wychowanie jako nauczycielka (odc. 11)
- 2011: Licencja na wychowanie jako staruszka (odc. 84)
- 2011–2013: Galeria jako pani Krystyna
- 2012: Yuma jako matka „Zygi”
- 2013: Prawo Agaty jako Grażyna, żona Ryszarda (odc. 47)
- 2013: Głęboka woda jako dyrektorka hospicjum (odc. 5)
- 2016: Smoleńsk jako generałowa
- 2016: Przyjaciółki jako sędzia (odc. 98)
- 2017: Pokot jako sekretarka w komendzie
- 2017: Komisarz Alex jako Lena Zaniewska, żona generała (odc. 118)
- od 2018: Sprawiedliwi – Wydział Kryminalny jako Wanda Kubis, żona inspektora Edwarda Kubisa
- 2018: Dziewczyny ze Lwowa jako pielęgniarka
- 2019: O mnie się nie martw jako Marzena Molenda, matka Konstantego (odc. 127, 129)
- 2020: Szadź jako Malinowska, matka Zuzanny (odc. 2)
- 2021: Tatuśkowie jako Zofia Malinowska
- 2021: Na sygnale: jako Elżbieta, matka Konrada (odc. 292)
- 2021, 2022: Leśniczówka jako lekarka Pati
- 2022: Prorok jako sekretarka Gomułki
- 2022: Minuta ciszy jako właścicielka kwiaciarni
- 2023: Krejzi patrol
- 2023: Konopacka. Walka o złoto jako żona wojewody
- 2023: Dzielnica strachu jako Daniela Sobkowiak (odc. 188)
- 2024: Ojciec Mateusz jako pani Lipińska (odc. 406)

## Odznaczenia
- 2004: Odznaka „Zasłużony Działacz Kultury”